# Нікель-Хоппер
Нікель-Хоппер (англ. The Nickel-Hopper) — американська кінокомедія Ф. Річарда Джонса 1926 року з Мейбл Норманд у головній ролі.

## Сюжет
Танцюрист Ромео і безвідповідальний батько створюють комічні ускладнення в житті танцівниці Нікель-Хоппер.

## У ролях
- Мейбл Норманд — Педді, Нікель-Хоппер
- Майкл Візарофф — батько Педді
- Теодор фон Ільтц — Джиммі Джессоп
- Джиммі Андерсон — поліцейський
- Маргарет Седдон — мама Педді
- Мілдред Корнман — Едсель
- Джеймс Фінлейсон — житель 625 Санкт-Парк
- Олівер Гарді — барабанщик у джаз-гурті
- Борис Карлофф — танцюрист у залі